# 마르코 로이스
마르코 로이스(독일어: Marco Reus, 독일어 발음: [ˈmaʁkoː ˈʁɔʏs]; 1989년 5월 31일 ~ )는 독일의 축구 선수로, 포지션은 공격형 미드필더, 윙어이다. 현재 미국 MLS의 LA 갤럭시 소속이다. 로이스는 양발로 볼컨트롤이 가능하고 좁은 공간의 컨트롤이 뛰어나 보이며, 패싱, 드리블, 연계, 플레이메이킹, 슈팅, 운전, 득점 능력을 모두 갖추고 있다.
2012년은 그에게 있어서 가장 성공적인 해로, 18골을 득점하고 8번 어시스트를 하며, 보루시아 묀헨글라트바흐가 다음 시즌 UEFA 챔피언스리그 플레이오프에 진출하도록 하였다. 로이스는 시즌 종료 후 친정팀 보루시아 도르트문트로 복귀하였다. 로이스는 현재 11번을 사용하는데, 이 번호는 이전에 마리오 괴체가 사용하였고, 로이스가 도르트문트에 합류하자 이 번호를 양도하였다.
프란츠 베켄바우어는 로이스와 마리오 괴체와 엮어 "...고전적 듀오로는 로이스와 괴체만큼 생산적인 선수들은 있다."라고 하였을 정도이다. 2013년, 로이스는 블룸버그에 의해 유럽 최고의 축구선수 명단 4번째에 들었다.

## 초기 경력
로이스는 도르트문트 출신이다. 그는 1994년에 고향 클럽인 포스트 SV 도르트문트에 입단하며 축구를 시작하였고, 1996년에 보루시아 도르트문트의 유소년팀에 합류하였다. 그는 잉글랜드의 리버풀 FC의 팬이기도 함을 공석에서 여러번 밝힌바 있지만, 도르트문트출신의 도르트문트 선수이기 때문에 조심하는 모습을 보이기도했다. 그는 2006년 여름 로스바이스 알렌의 U-19팀으로 이적하기 전까지 보루시아 도르트문트에서 활약하였다. 그는 로트바이스 알렌의 합류 원년에 공격형 미드필더로 당시 베스트팔렌 리그에 속한 2군의 경기에 5번 출전하였다. 그는 출전했던 처음 2경기에서 각각 한골씩 득점하였다. 이듬 해, 그는 당시 독일 3부리그에 속했던 알렌의 1군에 합류하였다. 16경기를 출전하였고, 그중 2경기에서 선발명단에 포함되었으며, 1득점을 올렸다. 그가 기록한 골은 시즌 마지막 경기에서 나왔고, 팀은 2.분데스리가 승격에 성공하였다.
2008-09 시즌, 19살이 된 로이스는 프로축구 선수로써 장족의 발전을 이룩하였다. 그는 27경기에 출전하여 4골을 넣었다.

## 클럽 경력

### 보루시아 묀헨글라트바흐
2009년 5월 25일, 그는 분데스리가의 보루시아 묀헨글라트바흐와 4년 계약을 체결하였다. 2009년 8월 28일, 로이스는 1. FSV 마인츠 05와의 경기에서 50m를 혼자 드리블하여 득점하였고, 이후 그는 뤼시앙 파브르 감독 휘하에 팀의 주요 득점원이 되었다. 2011-12 시즌을 앞두고, 로이스는 좋은 컨디션으로 시즌을 시작하였으며, 32경기에 출전하여 18골을 득점하였다. 로이스의 글라트바흐와의 계약은 2015년에 만료될 예정이었고, €18M의 바이아웃 조항이 걸려 있었으며, 보루시아 도르트문트에서 6년 계약, 잉글랜드 프리미어리그의 아스널 FC에서 활약하는 체코 국가대표팀의 토마시 로시츠키를 롤모델로 삼고 있다.

### 보루시아 도르트문트

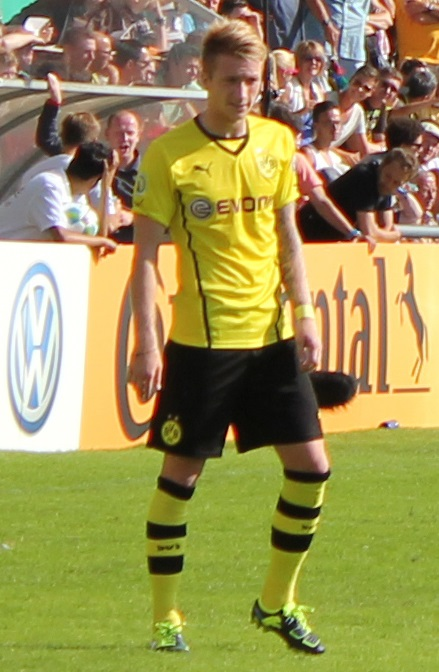
2013년 보루시아 도르트문트 경기의 로이스

2012년 1월 4일, 로이스는 그의 친정 클럽 보루시아 도르트문트와 €17.1M의 이적료에 5년 계약을 체결하였고, 그에 따라 2017년 7월까지 보루센으로 활약하게 되었다. 로이스는 이 이적에 대해 "나는 다음 시즌에 한걸음 전진하기 위하여 이 결정을 내렸다. 나는 리그 타이틀 경쟁을 할 수 있는 클럽에서 활약하고, 챔피언스리그 출전을 보장받기 원한다. 나는 도르트문트에서 이것이 가능하다고 보고 있다."라고 말하였다. 2012년 7월 1일, 로이스는 도르트문트에 공식적으로 재합류하였다. 2012년 8월 24일, 도르트문트 소속으로 치른 SV 베르더 브레멘과의 분데스리가 첫 경기에서 골을 신고하였고, 팀은 2-1로 이겼다. 9월 29일, 로이스는 친정팀 보루시아 묀헨글라트바흐를 상대로 2득점을 올리며 팀의 5-0 승리를 견인하였고, 전 시즌 챔피언을 6경기동안 선두에 올렸다.
2012년 9월 18일, AFC 아약스와의 UEFA 챔피언스리그 2012-13 D조 1차전 홈 경기에서 로이스는 처음으로 챔피언스리그에 출전하였고, 같은 해 10월 3일 맨체스터 시티 FC와의 D조 2차전 원정 경기에서 첫 골을 기록하였지만 경기는 1-1 무승부로 종료되었다. 이후 로이스는 11월 6일 에스타디오 산티아고 베르나베우의 레알 마드리드 CF 원정 경기에서 로베르트 레반도프스키가 떨어뜨린 공을 강력한 발리슛으로 선제골을 득점하였고, 독일 챔피언은 2-2로 비겼다. 11월 21일, 암스테르담 아레나에서 열린 AFC 아약스와의 챔피언스리그 5라운드 경기에서 로이스는 선제골을 득점하였고, 도르트문트는 4-1 승리를 거두며 D조 1위로 16강 진출권을 확보하였다.
2013년 2월 16일, 로이스는 헤센주의 아인트라흐트 프랑크푸르트를 상대로 해트트릭을 기록하였고, 도르트문트는 이 3골로 대승을 거두었다. 5월 11일, 로이스는 VfL 볼프스부르크와의 경기에서 막판에 2골을 득점하며 2골차로 끌려가던 도르트문트에 승점 1점을 선사하였다. 2013년 7월 27일, FC 바이에른 뮌헨을 상대로 한 DFL-슈퍼컵 2013 경기에서, 로이스는 팀의 선제골과 결승골을 득점하였고, 도르트문트는 4-2 완승을 거두었다.
2013년 8월 18일, 로이스는 2-1로 승리한 아인트라흐트 브라운슈바이크와의 2라운드 지그날 이두나 파크 홈경기에서 페널티킥으로 득점하였다. 그 후, 그는 프라이부르크와의 경기에서 페널티킥으로 한차례, 필드골로 한차례씩 득점하며 초반을 좋은 컨디션으로 시작하였다. 그는 올해 페널티킥 전담 키커라고 언급하였고, 그가 페널티킥을 얻지 않았을때인 1860 뮌헨과의 DFB-포칼 경기에서는 오바메양이 페널티킥으로 득점하였다.

2014-15 시즌 팀이 전반기에서 4승밖에 거두지 못하는 등 부진을 겪자 바이에른 뮌헨, 레알 마드리드 등의 이적설이 제기됐으나 재계약을 함으로써 이적설을 침묵시켰다. 이후 팀의 연승에 기여하는 등 큰 활약으로 팀을 강등권에서 탈출시켰다. 2015년 2월 28일, FC 샬케 04와의 경기에서 동료선수 피에르에메리크 오바메양이 골을 기록하자 오바메양과 로이스는 각각 배트맨과 로빈의 가면을 써 화제가 되었다.
2015-16 시즌에서 16라운드 이전까지 12경기에 출전해 8골을 기록하고 있었으나, 2015년 12월 13일 아인트라흐트 프랑크푸르트와의 경기 도중 사타구니 부상을 당해 전반기를 마감했다. 이후 보루시아 묀헨글라트바흐와의 후반기 첫 경기에서 복귀해 골을 기록했다.
2023년 4월 27일, 로이스는 도르트문트와 2024년 6월까지 유효한 1년 계약을 체결했다.

### LA 갤럭시
2024년 8월 15일, 자유 계약 신분이었던 로이스는 LA 갤럭시와 2026 MLS 시즌 종료까지 2년 6개월 계약을 체결했다.

## 국가대표 경력
로이스는 독일 U-21 스쿼드로 2009년 8월에 차출되었고 터키 U-21과의 경기에서 데뷔하였다.

#### 2010년 FIFA 월드컵 남아프리카공화국
2010년 5월 14일에는 몰타전을 위해 독일 시니어팀에 처음으로 차출되었다. 2010년 5월 11일, 그는 레버쿠젠전 이후 부상을 당하여 차출이 무산되었다.

#### 2012년 UEFA 유로
UEFA 유로 2012에서 독일 대표로 출전했으며, 그리스와의 8강전(독일이 4-2로 승리함)에서 골을 기록했다.

#### 2014년 FIFA 월드컵 브라질
2014년 FIFA 월드컵 예비 명단에도 포함되었지만 대회 개막 직전인 6월 6일 아르메니아와의 친선 경기(독일이 6-1로 승리함)에서 부상을 당하는 바람에 참가하지 못했다.

#### 2016년 UEFA 유로
UEFA 유로 2016 최종 명단에 포함됐지만 또 부상으로 인해 불참하게 된다. 독일은 4강에서 프랑스에 0-2로 패해 탈락한다.

#### 2018년 FIFA 월드컵 러시아
2018년 FIFA 월드컵에서는 2차전인 스웨덴전에서 1골을 기록하고, 토니 크로스의 프리킥 골을 도와 2:1로 역전승했다. 3차전에도 선발 출전했으나 대한민국에 0-2 충격패를 당하며 독일은 80년 만에 조별리그에서 탈락하는 수모를 겪게 된다.

#### 2021년 UEFA 유로
코로나로 1년 연기된 2021년 UEFA 유로 명단에 포함될 것으로 예상되었으나, 본인이 뢰브 감독에게 불참 의사를 전달하여 빠지게 되었다. 독일은 16강에서 잉글랜드에 패해 탈락한다.

#### 2022년 FIFA 월드컵 카타르
발목 부상 재활 과정에서 의료진의 미스로 회복이 크게 지연되었고, 결국 2022년 FIFA 월드컵에 불참하게 된다. 독일은 1승 1무 1패로 탈락한다.

## 통계
| 구단                    | 시즌    | 리그 | 리그 | 리그 | DFB 포칼 | DFB 포칼 | DFB 포칼 | 유럽 | 유럽 | 유럽 | 기타 | 기타 | 기타 | 합계 | 합계 | 합계 |
| 구단                    | 시즌    | 출전 | 득점 | 도움 | 출전     | 득점     | 도움     | 출전 | 득점 | 도움 | 출전 | 득점 | 도움 | 출전 | 득점 | 도움 |
| ----------------------- | ------- | ---- | ---- | ---- | -------- | -------- | -------- | ---- | ---- | ---- | ---- | ---- | ---- | ---- | ---- | ---- |
| 로트바이스 알렌         | 2007-08 | 16   | 1    | 1    |          |          |          |      |      |      |      |      |      | 16   | 1    | 1    |
| 로트바이스 알렌         | 2008-09 | 27   | 4    | 3    | 1        |          |          |      |      |      |      |      |      | 28   | 4    | 3    |
| 로트바이스 알렌         | 소계    | 43   | 5    | 4    | 1        |          |          |      |      |      |      |      |      | 44   | 5    | 4    |
| 보루시아 묀헨글라트바흐 | 2009-10 | 33   | 8    | 3    | 2        |          |          |      |      |      |      |      |      | 35   | 8    | 3    |
| 보루시아 묀헨글라트바흐 | 2010-11 | 32   | 10   | 8    | 3        | 1        | 1        |      |      |      | 2    | 1    |      | 37   | 12   | 9    |
| 보루시아 묀헨글라트바흐 | 2011-12 | 32   | 18   | 9    | 5        | 3        | 1        |      |      |      |      |      |      | 37   | 21   | 10   |
| 보루시아 묀헨글라트바흐 | 소계    | 97   | 36   | 20   | 10       | 4        | 2        |      |      |      | 2    | 1    |      | 109  | 41   | 22   |
| 보루시아 도르트문트     | 2012-13 | 32   | 14   | 9    | 3        | 1        |          | 13   | 4    | 2    | 1    |      |      | 49   | 19   | 11   |
| 보루시아 도르트문트     | 2013-14 | 30   | 16   | 13   | 4        |          | 2        | 9    | 5    | 2    | 1    | 2    |      | 44   | 23   | 17   |
| 보루시아 도르트문트     | 2014-15 | 20   | 7    | 5    | 5        | 1        |          | 4    | 3    | 1    |      |      |      | 29   | 11   | 6    |
| 보루시아 도르트문트     | 2015-16 | 26   | 12   | 3    | 4        | 2        | 2        | 13   | 9    | 2    |      |      |      | 43   | 23   | 7    |
| 보루시아 도르트문트     | 2016-17 | 17   | 7    | 4    | 3        | 2        | 1        | 4    | 4    | 1    |      |      |      | 24   | 13   | 6    |
| 보루시아 도르트문트     | 2017-18 | 11   | 7    |      |          |          |          | 4    | 0    |      |      |      |      | 15   | 7    | 0    |
| 보루시아 도르트문트     | 2018-19 | 27   | 17   | 8    | 3        | 3        | 1        | 6    | 1    | 1    |      |      |      | 36   | 21   | 10   |
| 보루시아 도르트문트     | 2019-20 | 19   | 11   | 5    | 2        | 1        |          | 4    | 0    | 1    | 1    |      |      | 26   | 12   | 6    |
| 보루시아 도르트문트     | 2020-21 | 32   | 8    | 6    | 6        | 2        | 4        | 10   | 1    | 2    | 1    |      |      | 49   | 11   | 12   |
| 보루시아 도르트문트     | 2021-22 | 29   | 9    | 14   | 3        |          | 1        | 8    | 3    | 1    | 1    | 1    |      | 41   | 13   | 16   |
| 보루시아 도르트문트     | 2022-23 | 25   | 6    | 4    | 3        | 1        | 1        | 3    | 1    | 1    |      |      |      | 31   | 8    | 6    |
| 보루시아 도르트문트     | 2023-24 | 24   | 5    | 6    | 3        | 1        |          | 12   | 2    | 1    |      |      |      | 39   | 8    | 7    |
| 보루시아 도르트문트     | 소계    | 291  | 119  | 77   | 39       | 14       | 12       | 90   | 33   | 15   | 5    | 3    |      | 426  | 169  | 104  |
| 로스앤젤레스 갤럭시     | 2024    | 6    | 1    | 3    |          |          |          |      |      |      | 5    | 0    | 1    | 11   | 1    | 4    |
| 로스앤젤레스 갤럭시     | 2025    | 2    | 0    | 0    |          |          |          | 1    | 0    | 0    |      |      |      | 3    | 0    | 0    |
| 로스앤젤레스 갤럭시     | 소계    | 8    | 1    | 3    |          |          |          | 1    | 0    | 0    | 5    | 0    | 1    | 14   | 1    | 4    |

| 시즌 | 출전 | 득점 | 도움 |
| ---- | ---- | ---- | ---- |
| 2011 | 3    | 0    | 0    |
| 2012 | 11   | 5    | 3    |
| 2013 | 5    | 2    | 1    |
| 2014 | 4    | 0    | 0    |
| 2015 | 4    | 2    | 0    |
| 2016 | 2    | 0    | 0    |
| 2017 | 0    | 0    | 0    |
| 2018 | 8    | 1    | 2    |
| 2019 | 7    | 3    | 3    |
| 2020 | 0    | 0    | 0    |
| 2021 | 4    | 2    | 5    |
| 합계 | 48   | 15   | 14   |

## 수상 내역

#### 로트 바이스 알렌
- 레기오날리가 노르트 : 2007-08

#### 보루시아 도르트문트
- DFB-포칼 : 2016-17, 2020-21
- DFL-슈퍼컵 : 2013, 2014, 2019
- UEFA 챔피언스리그 : 준우승 (2012–13)

### 개인
- 분데스리가 신인왕 : 2011-12
- 분데스리가 도움왕 : 2013-14
- VDV 올해의 선수 : 2011-12, 2013-14, 2018-19
- VDV 올해의 팀 : 2011-12, 2013-14, 2018-19
- 분데스리가 올해의 선수 : 2011-12, 2013-14, 2018-19
- 분데스리가 올해의 팀 : 2011-12, 2012-13, 2013-14, 2014-15, 2015-16, 2018-19
- 분데스리가 이 달의 선수 : 2018년 9월, 11월, 12월
- 키커 분데스리가 올해의 팀[30] : 2011–12, 2013–14, 2018–19
- UEFA 챔피언스리그 시즌의 스쿼드[31] : 2013-14
- UEFA 올해의 팀[32] : 2013
- ESM 올해의 팀[33] : 2018-19
- 독일 올해의 축구 선수 : 2012, 2019
- 독일 대표팀 올해의 선수 : 2018
- 독일 이 달의 득점 : 12년 1월, 6월, 9월
- 도르트문트 올해의 선수 : 2013-14
- 키커 랑리스테 : WK 2회, IK 10회, NK 10회